# 国立病院機構奈良医療センター
独立行政法人国立病院機構奈良医療センター（どくりつぎょうせいほうじんこくりつびょういんきこうならいりょうセンター）は、奈良県奈良市にある医療機関。独立行政法人国立病院機構が運営する病院である。旧国立療養所西奈良病院と国立奈良病院を西奈良病院の地において統合、奈良医療センターとして発足した(旧国立奈良病院は、市立奈良病院となった)。政策医療分野におけるがん、神経・筋疾患、呼吸器疾患、重症心身障害の専門医療施設である。病院の南側に奈良県立奈良東養護学校が隣接している。

## 沿革
- 2004年12月1日 - 国立西奈良病院と国立奈良病院を統合し、奈良医療センターとして発足。

## 診療科
- 内科
- 呼吸器科
- 消化器科
- リウマチ科
- 小児科
- 脳神経内科
- 外科
- 整形外科
- 脳神経外科
- 呼吸器外科
- 皮膚科
- 泌尿器科
- 眼科
- 耳鼻咽喉科
- リハビリテーション科
- 放射線科
- 麻酔科（ペイン外来）

## 医療機関の指定等
- 保険医療機関
- 救急告示医療機関
- 労災保険指定医療機関
- 指定自立支援医療機関（更生医療・育成医療・精神通院医療）
- 身体障害者福祉法指定医の配置されている医療機関
- 生活保護法指定医療機関
- 結核指定医療機関
- 指定養育医療機関
- 戦傷病者特別援護法指定医療機関
- 原子爆弾被害者一般疾病医療取扱医療機関
- 特定疾患治療研究事業委託医療機関
- 小児慢性特定疾患治療研究事業委託医療機関

## 周辺の施設等
- 奈良県総合医療センター
- 奈良県立奈良東養護学校
- 五条山病院

## 交通アクセス
- 近鉄橿原線西ノ京駅より徒歩15分。
- 西の京駅より奈良交通バス奈良県総合医療センター行で奥柳下車、徒歩約5分。